# دختر و چاله آب
دختر و چاله آب (دانمارکی: Pigen og vandpytten) فیلمی دانمارکی به کارگردانی بنت کریستنسن است که در سال ۱۹۵۸ منتشر شد.

## گزیدهٔ بازیگران
- پربن مارت
- دیرک پَـسِر
- سیگه هورنه-راسموسن
- بیورن پوگارد-مولر
- کارل استگر
- اوله مونتی